# Margreet Horselenberg
Margreet Horselenberg (1 december 1950) is een Nederlands bestuurder en politicus voor de PvdA. Van 2000 tot 2006 was zij burgemeester van de gemeente Doetinchem en van 2006 tot 2016 van Lelystad. Daarna volgde tot september 2017 een waarnemend burgemeesterschap van Leusden.

## Loopbaan
Naast haar opleiding Handenarbeid A en B heeft ze kunstgeschiedenis gestudeerd en ze werkte onder meer als bestuurder van maatschappelijke organisaties. 
Haar politieke loopbaan begon zij als wethouder van de gemeente Zaanstad.

### Burgemeester van Doetinchem
In september 2000 werd ze burgemeester van Doetinchem. In 2005 volgde haar herbenoeming, nadat Doetinchem gefuseerd was met Wehl.
Deze herbenoeming gaf nog problemen. De gemeenteraad had namelijk (tegen de gewoonte in) bij de vacature voor de nieuwe gemeente niet aangegeven dat de zittende burgemeester meesolliciteerde. Dit betekende dat de gemeenteraad eigenlijk niet door wilde gaan met Horselenberg. Toen uiteindelijk bleek dat er buiten Horselenberg niemand gesolliciteerd had, werd ze na de nodige politieke rellen (met onder andere een afsplitsing van de plaatselijke PvdA-fractie tot gevolg) alsnog benoemd. 
Slechts enkele maanden na haar herbenoeming stapte ze alweer op.

### Burgemeester van Lelystad
Per 1 februari 2006 werd zij burgemeester van Lelystad, in welke functie zij Chris Leeuwe opvolgde. Ze was de eerste vrouw in deze functie.
In het najaar van 2013 werd bij Horselenberg borstkanker vastgesteld en onderging ze een operatie. Dit heeft onder meer de raadsvergaderingen van Lelystad beïnvloed, die nu eerder op de avond beginnen, maar Horselenberg bleef verder volledig in functie.
Op 9 oktober 2015 kondigde Horselenberg aan dat zij per 1 september 2016 haar ontslag zou indienen. Dit was halverwege haar termijn. Ina Adema is haar opvolger.
In december 2016 volgde haar benoeming tot waarnemend burgemeester van Leusden. Een half jaar later werd Gerolf Bouwmeester door de gemeenteraad voorgedragen om daar burgemeester te worden.

## Familie
- Horselenberg is de zus van voormalig minister Tineke Netelenbos-Koomen.